# Minas Tchéraz
Minas Tchéraz (arménien : Մինաս Չերազ), né le 25 juillet 1852 à Constantinople et mort le 28 mars 1929 à Marseille, est un écrivain, traducteur, militant et homme politique arménien ottoman.

## Biographie

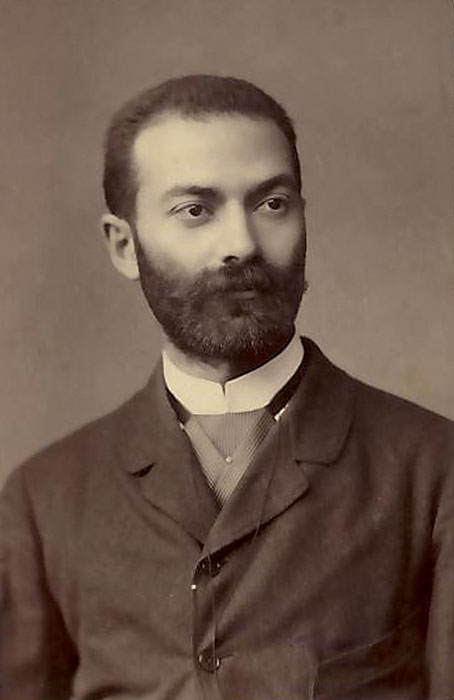
Minas Tchéraz dans sa jeunesse.

### Jeunesse et formation
Minas Tchéraz naît le 25 juillet 1852 à Constantinople, dans le quartier d'Hasköy (district de Beyoğlu). Il est issu d'une famille constituée autrefois d'amiras venue du village de Tchéraz, dans la région d'Agn.
Il fait ses études à l'école Nercessian locale puis à l'école Noubar-Shahnazarian où, en plus de l'arménien et du turc, il apprend le français et l'anglais.

### Professeur et diplomate
Minas Tchéraz commence sa carrière en tant que professeur d'histoire de la littérature et des langues au sein de plusieurs écoles.
En tant qu'interprète et secrétaire, il fait partie de la délégation menée par l'archevêque Mkrtich Khrimian au Congrès de Berlin de 1878 qui débat notamment de la question arménienne. Il en tire l'essai Թե ինչ շահեցանք Պերլինի վեհաժողովին (Qu'avons-nous gagné au Congrès de Berlin ?), dans lequel il écrit notamment :

« Il ne faut pas que notre nation se désespère ; il faut travailler en Arménie d'un côté et en Europe de l'autre. À ceux qui nous demanderont, où sont les résultats de l'article LXI, nous leur répondrons qu'il y a soixante articles devant le nôtre ; ces soixante Articles ont-ils été complètement exécutés ? Ce sont les forts qui, avant tous, prendront leur part, et puis viendront les faibles, en se donnant beaucoup de peines ; telle est la loi dans ce monde. »

En 1880, avec Arpiar Arpiarian, il fonde l'organisation caritative « Միացեալ ընկերութիունք հայոց » (Miatsial enguéroutioun hayots).
La même année, il est envoyé à Londres en tant qu'envoyé personnel du patriarche arménien de Constantinople Nersès Varjapétian pour rencontrer le premier ministre britannique William Gladstone et lui demander de faire pression sur le gouvernement ottoman afin que ce dernier mette en œuvre les réformes promises lors du Congrès de Berlin en faveur des provinces arméniennes de l'Empire. En 1883, Minas Tchéraz se rend de nouveau en Europe, cette fois-ci en France et en Italie, avec un objectif similaire.
Entre 1886 et 1889, il est le premier directeur du lycée arménien Guétronagan.

### Exil à Londres puis à Paris (1889-1906)

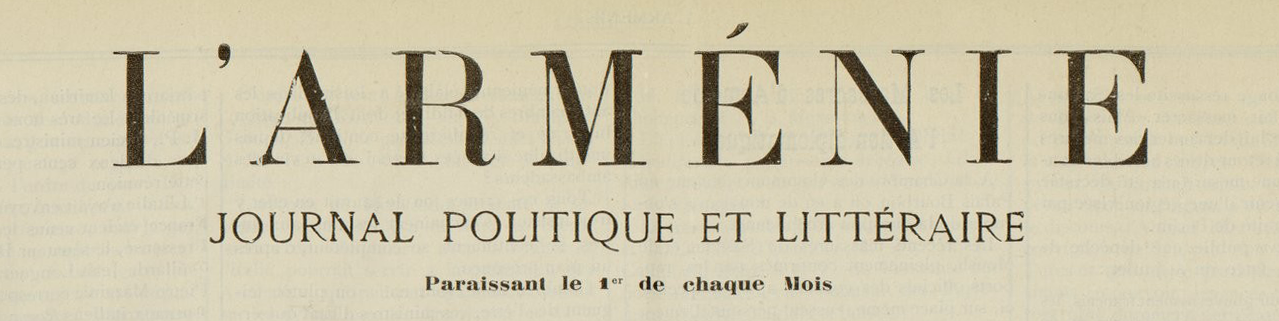
Manchette de L'Arménie.

Se sentant menacé par l'État ottoman, Minas Tchéraz part s'installer dans la capitale britannique où il publie la revue L'Arménie (1889-1906) dont l'objectif est de sensibiliser les opinions publiques européennes à la question arménienne. Il fonde la chaire d'arménien au King's College de Londres en 1890.
En 1898, il s'installe à Paris, où il continue la publication de L'Arménie jusqu'en 1906.

### Retour à Constantinople (1908-1914)
En 1908, avec la révolution des Jeunes-Turcs et la mise en place d'une nouvelle constitution, Minas Tchéraz rentre dans la capitale ottomane. Il y est élu président du Conseil national (peut-être l'Assemblée nationale arménienne) ainsi que député du Parlement ottoman en 1908-1910. Lors d'une mission diplomatique à Saint-Pétersbourg, il accompagne le nouveau catholicos Matthieu II Izmirlian.
En 1912, il se rend à Paris dans le cadre de la Délégation nationale arménienne.

### Fin de vie en France (1914-1929)
Il s'installe à Paris en 1914 puis à Marseille en 1918.
En 1926, lors d'un discours à l'occasion de ses 60 ans de carrière, il lève 200 000 francs pour l'Union générale arménienne de bienfaisance et déclare :

« La déportation et le massacre ont fait de l'Arménie occidentale un désert et un cimetière, mais l'Arménie russe est née telle un phénix. C'est là la source de notre consolation et l'ancre de nos espoirs. Nous devons venir en aide à ce pays, quel que soit son régime politique. Si le régime est éphémère, la patrie est éternelle. »

Il meurt dans la cité phocéenne le 28 mars 1929, boulevard de Beaumont ; la cérémonie en son honneur a lieu le 1er avril. En 1935, Komitas est enterré près de lui à Paris puis, l'année suivante, leurs deux corps sont rapatriés en Arménie soviétique. Minas Tchéraz est enterré dans la cour d'une école de Noubarachen (quartier d'Erevan), mais il n'y reste qu'un ou deux ans avant d'être exhumé de nouveau ; son emplacement est aujourd'hui inconnu.

## Œuvre
- (hy) Գրական փորձեր [« Essais littéraires »], Constantinople, Impr. Aramian,‎ 1874 (1re éd. 1872), 238 p. (lire en ligne) : recueil de textes, de discours, de critiques littéraires, etc. dont certains avaient été publiés dans des périodiques[4]
- (hy) Ազգային դաստիարակութիւն : Վարժապետական ժողովի մէջ խօսուած ճառեր [« Éducation nationale : Discours prononcés devant l'assemblée des enseignants »], Constantinople, Impr. Aramian,‎ 1876, 206 p. (lire en ligne)
- (hy) Թե ինչ շահեցանք Պերլինի վեհաժողովին [« Qu'avons-nous gagné au Congrès de Berlin ? »], Constantinople, Impr. Dndessian,‎ 1878, 29 p. (lire en ligne)
- (hy) Հայաստան եւ Իտալիա [« L'Arménie et l'Italie »], Constantinople, Impr. Aramian,‎ 1879, 46 p. (lire en ligne)
- (hy) Գրիչ եւ սուր [« La plume et l'épée »], Constantinople, Impr. Aramian,‎ 1881, 148 p.
- (hy) Կրթական դասախոսութիւններ [« Cours sur l'éducation »],‎ 1882[4]
- Nouvelles orientales  (préf. Frédéric Macler), Paris, E. Leroux, 1911, 137 p. (BNF 31439000)
  - (hy) Արեւելեան վիպակներ [« Nouvelles orientales »], Paris, Impr. Massis,‎ 1927, 214 p. (BNF 41394634, lire en ligne sur Gallica)
- L'Orient inédit : Légendes et traditions arméniennes, grecques et turques, Paris, E. Leroux, 1912, 328 p. (BNF 31439001, lire en ligne sur Gallica)
- Poètes arméniens, Paris, E. Leroux, 1913 (BNF 31439002) : ouvrage de traductions de poèmes de Bedros Tourian, Raphael Patkanian, Sayat-Nova, ou encore Khorène Kalfayan.
- (hy) Հայկական խնդիր [« La question arménienne »], Venise, Impr. S. Ghazar,‎ 1917, 30 p.
- (hy) Ազգային Խնդիրներ : Պատասխան Առ Պ. Արշակ Ալպոյաճեան, Paris, Impr. Massis,‎ 1927, 42 p. (BNF 41394664, lire en ligne sur Gallica)
- (hy) Կենսագրական Միւսիոններ [« Missions biographiques »], Paris, Impr. G. Nercès,‎ 1929, 76 p. (BNF 41409078)

## Hommages
En 1927 est publié un ouvrage en l'honneur de ses 60 ans :
- (hy) Archag Alboyadjian, Մինաս Չերազ : Իր կեանքը եւ գործը : Իր 60 ամեայ յոբելեանի առթիւ [« Minas Tchéraz, sa vie et son œuvre. A l'occasion de son 60e anniversaire »], Le Caire, Impr. Hapet-Baghdassar,‎ 1927, 368 p. (lire en ligne)

En 1928 est publié un ouvrage en l'honneur de ses 60 ans d'action publique :
- (hy) Մինաս Չերազի վաթսնամեայ հանրային գործունէութեան յոբելեան (1865-1925) [« Le 60ème anniversaire de l'action publique de Minas Tchéraz (1865-1925) »], Paris, Impr. Massis,‎ 1928, 140 p. (BNF 41058111, lire en ligne sur Gallica)